# Tadashige Teranishi
Tadashige Teranishi (寺西 忠成?, Teranishi Tadashige; 25 aprile 1926 – 14 gennaio 1999) è stato un allenatore di calcio giapponese.

## Carriera
Nel 1949, subito dopo il conseguimento della laurea presso l'università di Hiroshima, fu assunto alla Yawata Iron & Steel ottenendo, a partire dal 1951, l'incarico di allenatore della sezione calcistica del circolo sportivo aziendale.  Reclutando giocatori provenienti dalle scuole o dall'ateneo di Hiroshima come Teruki Miyamoto, Masashi Watanabe e Kiyoshi Tomizawa, Teranishi riuscì a migliorare di stagione in stagione il rendimento della squadra ottenendo come primo risultato, il raggiungimento della finale di Coppa dell'Imperatore nel 1956 e nel 1958 e la vittoria del trofeo nel 1964.
L'anno successivo Teranishi divenne tra i primi allenatori a partecipare alla Japan Soccer League: impiegando un totale di 19 giocatori in quattro stagioni, Teranishi ottenne due secondi posti consecutivi sfiorando la vittoria del titolo nel 1965. Abbandonata la guida tecnica della squadra nel 1968, continuò a svolgere incarichi dirigenziali nel circolo sportivo dell'azienda (nel frattempo rinominatasi in Nippon Steel), fino al pensionamento, avvenuto nel 1989.

## Palmarès
- Coppa dell'Imperatore: 1

1964